# Joachim Friedrich Lehzen
Joachim Friedrich Lehzen (* 7. September 1735 in Lüchow; † 3. Oktober 1800) war ein Pastor.

## Leben
Lehzen stammte aus „Iessel bey Lüchow“. Im Siebenjährigen Krieg war er  Feldprediger bei einem Dragonerregiment.
Er war Geistlicher an einer deutschen Kirche in London, der sogenannten Hamburgischen. Wegen seiner umfassenden klassischen und historischen Kenntnissen wurde ihm die Erziehung mehrerer Söhne englischer Familien anvertraut. Einige seiner Zöglinge begleiteten ihn bei seiner Rückkehr nach Hannover.

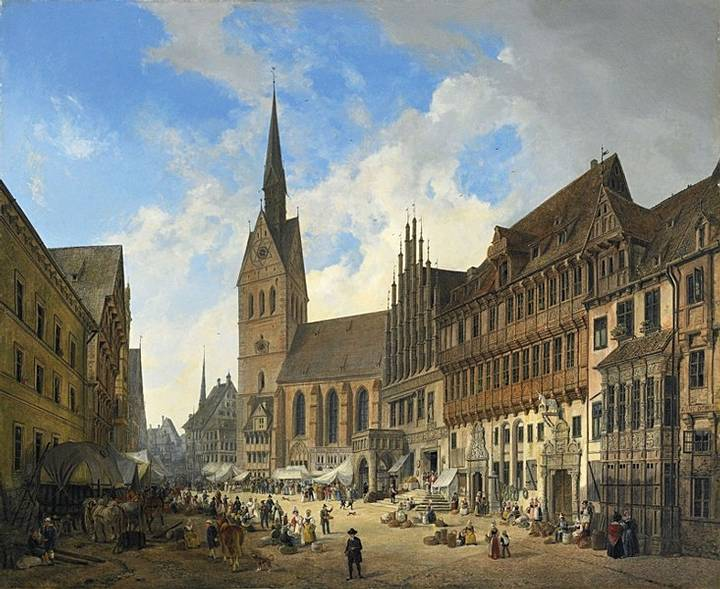
Die Marktkirche in Hannover Anfang des 19. Jahrhunderts;
Ölgemälde nach Domenico Quaglio von 1832

Danach wurde er zweiter Prediger an der Marktkirche in Hannover und Prediger in Langenhagen (ab 1766). 1771 wurde er als Nachfolger von Ernst August Pardey (1736–1775) zum Pastor an die Stadtkirche St. Marien nach Celle berufen. 1775 wurde er erster Prediger an der Marktkirche in Hannover.
Um 1772 nahm er den fünfjährigen Ludwig Karl Georg von Ompteda auf, da dessen Pflegemutter als Oberhofmeisterin der verbannten Caroline Mathilde († 1775) ihn nicht am Schloss behalten konnte. Er unterrichtete ihn gemeinsam mit seinen eigenen Kindern in deutscher und englischer Sprache. Mit seiner Frau, der Pfarrerstochter Marie Catharina Melusine Palm (* 18. März 1745; † 24. Oktober 1793), hatte er zwei Söhne und sieben Töchter. Der Sohn Heinrich Adolf (1773–1863) heiratete Christine Elisabeth Hagemann (1778–1831), die Tochter von Lehzens Nachfolger als Pastor an der Marktkirche, Andreas Wilhelm Hagemann. Die Tochter Louise (1784–1870) ging später durch Vermittlung Augustus Frederick Christopher Kollmanns und Johann Hartmann Wilhelm Küpers nach England und wurde Erzieherin sowie später langjährige Begleiterin der britischen Königin Victoria.
Er betrieb ein Knabenpensionat, dessen Schwerpunkt auf dem Erlernen der englischen Sprache lag. Zu seinen Schülern zählte vom November 1784 bis Anfang 1787 Ludwig von Vincke.
1785–1799 legte er vier Übersetzungen aus dem Englischen vor.

## Veröffentlichungen
- Das Angenehme einer christlichen Wohltätigkeit. Celle 1772
- Die letzten Stunden ihro Majestät der hochsel. Königin von Dänemark; (in einem Briefe, an A** M** Esqr. in London) 1775
- Angenehme Aussichten des Christen unter Leiden. Celle 1775
- Anmerkungen und Erinnerungen über Herrn Professor Morizen's Briefe aus England. Kübler, Göttingen 1785.
- Beniamin Fawcett: Über Melankolie, ihre Beschaffenheit, Ursachen und Heilung, vornämlich über die so genannte religiöse Melankolie. Weidmann, Leipzig 1785 (Übersetzung)
- Philip Howard: Geschichte der Erde und des Menschengeschlechts nach der Bibel. Hahn, Hannover 1799 (Übersetzung)